# Venus och Adonis

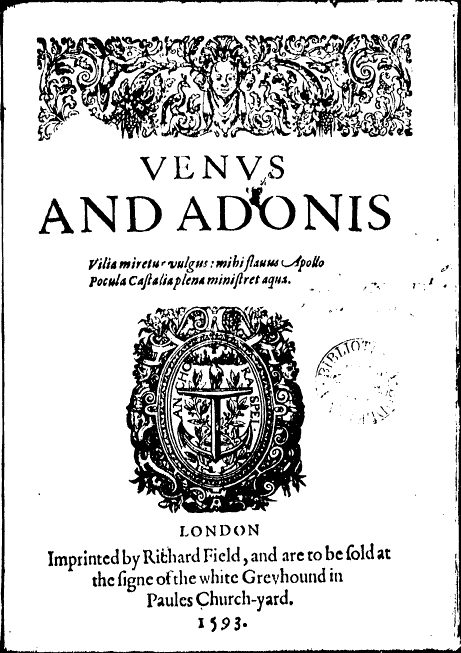
Titelsida första utgåvan 1593

Venus och Adonis (Venus and Adonis) är en episk, rimmad dikt av William Shakespeare från 1593.
Dikten trycktes våren 1593, under det att Londons teatrar var stängda på grund av pesten, och inleds med en dedikation till Henry Wriothesley, 3rd Earl of Southampton, Shakespeares mecenat. Den handlar om Venus fruktlösa försök att förföra Adonis, som dödas av ett vildsvin, och bygger på Ovidius Metamorfoser.